# Agga
Agga o Aka (fl. XXVII secolo a.C.) è stato un sovrano sumero della città di Kish, e dovrebbe  aver regnato dal 2685 a.C. al 2650 a.C. circa: il suo scontro con l'eroe Gilgamesh è raccontato in un'epopea sumerica.
Agga era il figlio di Enmebaragesi, cui succedette. Fu l'ultimo re della dinastia di Etana, in quanto venne sconfitto da Gilgamesh, quinto re della città di Uruk, dopo 625 anni di regno.
Il racconto sumero intitolato Gilgamesh e Agga afferma che Agga volle sottomettere la città di Uruk. Malgrado la forza dell'esercito di Kish, Gilgamesh lo costrinse alla ritirata semplicemente mostrandosi dalla sommità delle mura. Il racconto è probabilmente una memoria degli scontri tra Uruk e Kish.

## Cronologia
| predecessore: Enmebaragesi | I Dinastia di Kish 2685 a.C. - 2650 a.C. | successore: - |